# Esquerda Radical (França)
A Esquerda Radical (1881-1936) é um grupo parlamentar francês, formado na Assembleia Nacional Francesa em 1881 e renomeado diversas vezes até o fim da Terceira República Francesa. Inicialmente, o grupo reunia radicais situados na extrema-esquerda e na esquerda, antes de passar para a centro-esquerda durante a Belle Époque. Em 1914, o Partido Radical solicitou a seus membros que se juntassem ao grupo "Radical-Socialistas". Apenas os "radicais independentes" que recusaram essa injunção permaneceram na Esquerda Radical, e o grupo então se tornou centrista e, em seguida, fixou-se na centro-direita na década de 1930.

## Origens
Era composto por parlamentares das fileiras da "União Republicana" (oportunistas gambettistas) e, em menor grau, da "Extrema Esquerda" (radicais intransigentes). Eram radicais que queriam levar adiante as reformas, como os membros da Extrema Esquerda, mas que apoiavam os "republicanos moderados" no poder. Durante a terceira legislatura (1881-1885), o grupo contava com cerca de cinquenta membros.
O grupo estava fortemente dividido por diferenças estratégicas e políticas. As eleições de 1885, em particular, demonstraram fortes tensões entre os radicais e as dificuldades de elaborar listas unificadas. Após as eleições, o grupo alcançou cerca de quarenta membros eleitos. Durante a legislatura, o grupo expandiu-se para a direita e para a esquerda, aproximando-se de cem membros em 1889. Nos anos de 1887 a 1890, o grupo finalmente decidiu se opor ao boulangismo, bem como ao socialismo emergente. A Esquerda Radical apoiou ativamente o Gabinete Waldeck-Rousseau e aliou-se a Alfred Dreyfus durante o "Caso Dreyfus".
Na década de 1910, atingiu seu auge de influência, com mais de cem membros no parlamento. Seus membros apoiaram o Gabinete Combes em sua luta anticlerical e votaram a favor da lei francesa que separava Igreja e Estado em 1905, sob o 2º Gabinete Rouvier. No entanto, eles tinham reservas quanto à legislação social, como as pensões de trabalhadores e agricultores e o imposto de renda. Originalmente, os parlamentares eleitos sob a bandeira do Partido Radical, fundado em 1901, escolhiam o grupo parlamentar em que se sentariam: a Esquerda Radical ou a "Esquerda Socialista Radical". Em 1913, o Partido Radical decidiu que qualquer deputado eleito com o apoio do partido deveria pertencer a este último grupo. Essa decisão levou à saída de cerca de cinquenta membros da Esquerda Radical, com o número de deputados pertencentes ao grupo caindo para 70. Os que permaneceram foram os radicais mais moderados, que agora se inclinavam mais para a direita do que para a esquerda, bem como os membros mais seculares da "Aliança Republicana Democrática (ARD)".

## Fusões
O grupo tornou-se então parte do "Bloco Nacional", apoiando os governos conservadores resultantes. Para demonstrar esse desejo de unidade, fundiu-se em janeiro de 1920 com os "republicanos de esquerda" mais avançados, próximos ao "Partido Democrático Social e Republicano (PRDS)" (antiga ARD). Esse novo grupo, que contava com cerca de 120 parlamentares, autodenominou-se "Esquerda Republicana Democrática". A oposição entre os "republicanos de esquerda", cada vez mais conservadores e violentamente contrários ao "Cartel das Esquerdas", e os radicais, que dele participavam, levou à recriação do grupo Esquerda Radical em 1924. O ano de 1924 foi também a última eleição em que os deputados da Esquerda Radical se aliaram aos socialistas: sua guinada à direita, a partir de 1926, o fracasso do Cartel e seu apoio à orientação direitista do 2º Gabinete Poincaré da "União Nacional" levaram-nos a romper com alianças de esquerda.
Após 1926, o grupo optou pelo slogan "nem reação nem revolução" e defendeu uma política de "concentração republicana" que incluía o Partido Radical, que eles queriam distanciar de alianças com a "Seção Francesa da Internacional Operária (SFIO)", e os republicanos de esquerda, que agora formavam a direita republicana moderada. O grupo é descrito como sendo composto por "deputados socialmente conservadores que gostariam de permanecer na esquerda e que, portanto, votam à direita em questões de interesse e à esquerda em questões políticas". Devido à sua posição centrista, a Esquerda Radical é frequentemente o árbitro de diferentes maiorias.
Em 1936, o líder da "Aliança Democrática (AD)" (anteriormente PRDS), Pierre-Étienne Flandin, tentou ancorar permanentemente os "Radicais Independentes" na esteira da Aliança, substituindo o antigo grupo parlamentar de "Republicanos de Esquerda" por uma "Aliança de Republicanos de Esquerda e Radicais Independentes". Essa tentativa fracassou: o grupo da Esquerda Radical tornou-se a "Esquerda Radical Democrática e Independente", absorvendo a maior parte do grupo da "Esquerda Independente" no processo.
O grupo desapareceu com a instauração da França de Vichy e não foi reconstituído durante a Quarta República Francesa. Diante da ascensão dos partidos marxistas e do descrédito da direita, a maioria de seus antigos membros preferiu filiar-se ao Partido Radical, que havia acabado de rejeitar alianças de esquerda, ou a partidos de direita moderada. Seu eleitorado predominantemente masculino inclinou-se mais para o "Movimento Republicano Popular (MRP)". O "Rally das Esquerdas Republicanas" (1946-1958), que, apesar do nome, não era de esquerda, é considerado o sucessor desse movimento secular de centro-direita.